# Va savoir
Va savoir is een Franse filmkomedie uit 2001 onder regie van Jacques Rivette.

## Verhaal
Camille keert na drie jaar terug naar Parijs. Ze is actrice bij een Italiaans toneelgezelschap dat een stuk van Pirandello opvoert. Camille vindt het lastig om in Parijs met haar verleden te worden geconfronteerd.

## Rolverdeling
| Acteur                | Personage      |
| --------------------- | -------------- |
| Jeanne Balibar        | Camille        |
| Marianne Basler       | Sonia          |
| Hélène de Fougerolles | Dominique      |
| Catherine Rouvel      | Madame Desprez |
| Sergio Castellitto    | Ugo            |
| Jacques Bonnaffé      | Pierre         |
| Bruno Todeschini      | Arthur         |
| Claude Berri          | Bibliothecaris |